# ガラティーナ
ガラティーナ（イタリア語: Galatina）は、イタリア共和国プッリャ州レッチェ県にある、人口約2万7000人の基礎自治体（コムーネ）。
レッチェ、ナルドに次ぎ、県内第3位のコムーネ人口を持つ。

## 地理

### 位置・広がり

#### 隣接コムーネ
隣接するコムーネは以下の通り。
- アラデーオ
- コペルティーノ
- コリリアーノ・ドトラント
- クトロフィアーノ
- ガラトーネ
- レークイレ
- ナルド
- セクリ
- ソリアーノ・カヴール
- ソレート

## 行政

### 分離集落
ガラティーナには、以下の分離集落（フラツィオーネ）がある。
- Collemeto, Noha, Santa Barbara, Aeroporto